# Rävhajar
Rävhajar (Alopias) är ett släkte av hajar som beskrevs av Rafinesque 1810. Alopias är det enda släktet i familjen Alopiidae. Det vetenskapliga släktnamnet är bildat av det grekiska ordet alopex (räv).

## Beskrivning
Arterna har en stjärtfena som nästan är lika lång som huvud och bål tillsammans. Den maximala längden (med stjärtfena) är hos rävhajen 6 meter. Dessa hajar har fem gälöppningar per sida och den fjärde samt den femte ligger ovanför bröstfenan. Rävhajen når tempererade och ganska kalla havsområden medan de två andra arterna lever i tropiska regioner. När individerna jagar stimfisk använder de sin stjärtfena som piska och slår mot bytesdjuren. Rävhajarna rör sig vid dessa tillfällen med huvudet nedåt. Honan föder levande ungar. De livnär sig i livmodern av gulesäcken och senare även av obefruktade ägg.

## Taxonomi
Nu levande arter enligt Catalogue of Life och Dyntaxa.
- Rävhaj (A. vulpinus)
- Storögd rävhaj (A. superciliosus)
- Stillahavsrävhaj (A. pelagicus)

## Bildgalleri

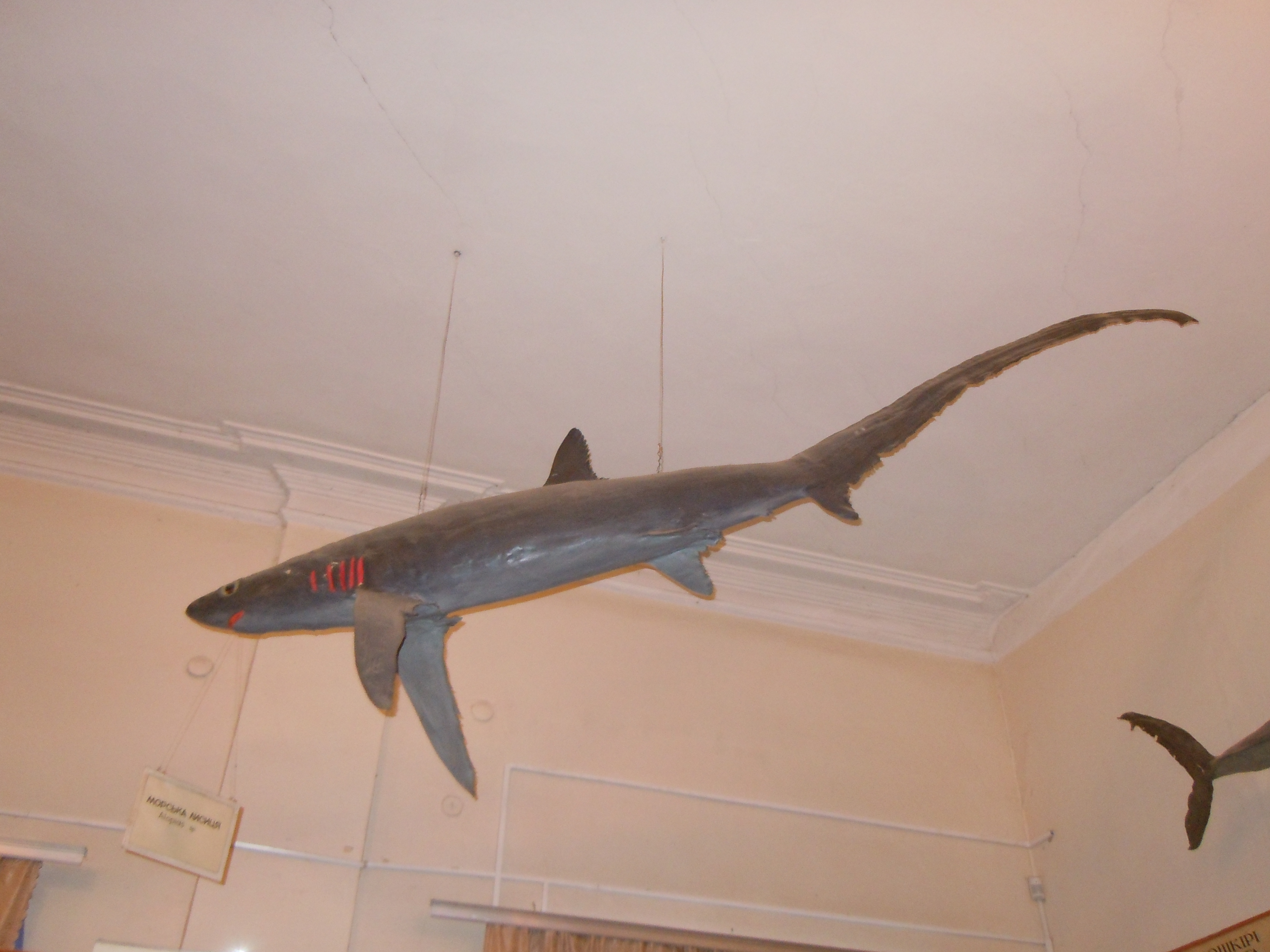
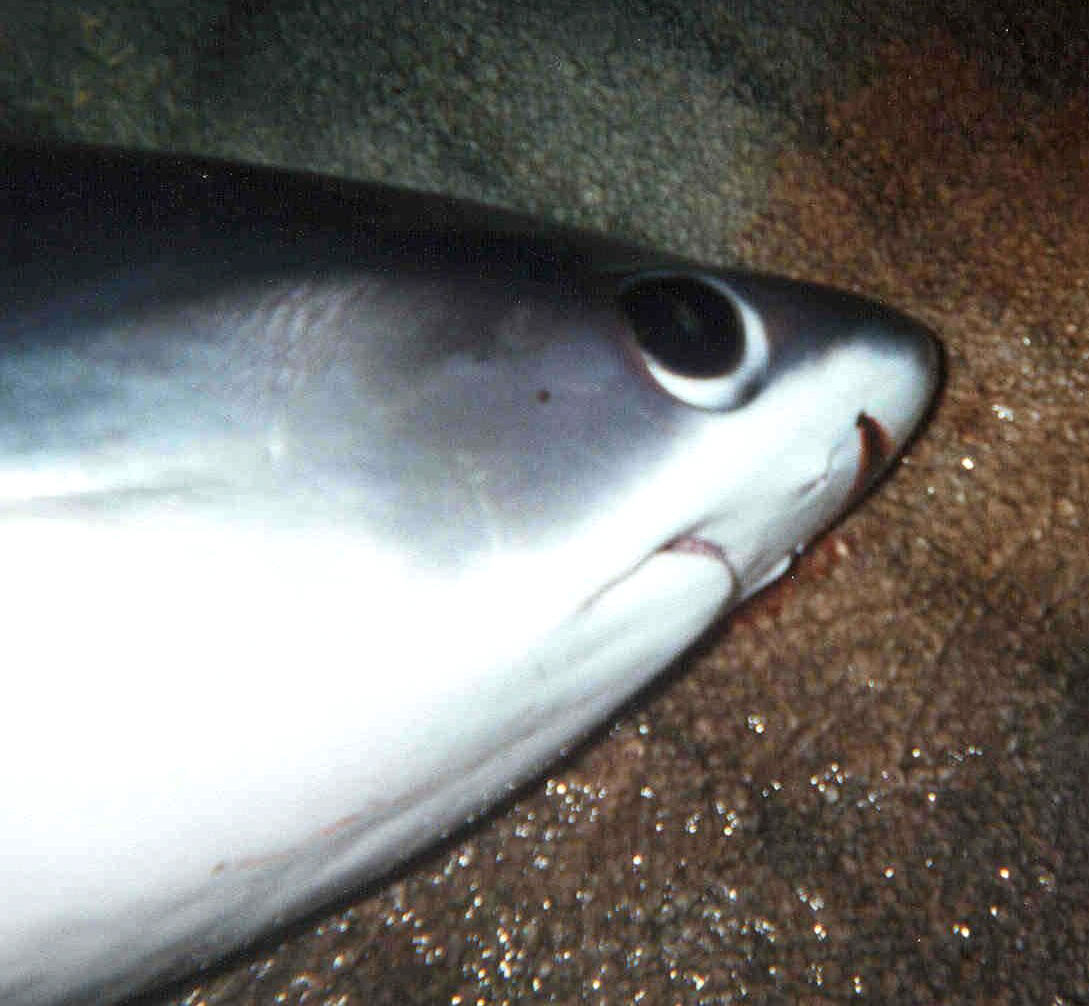
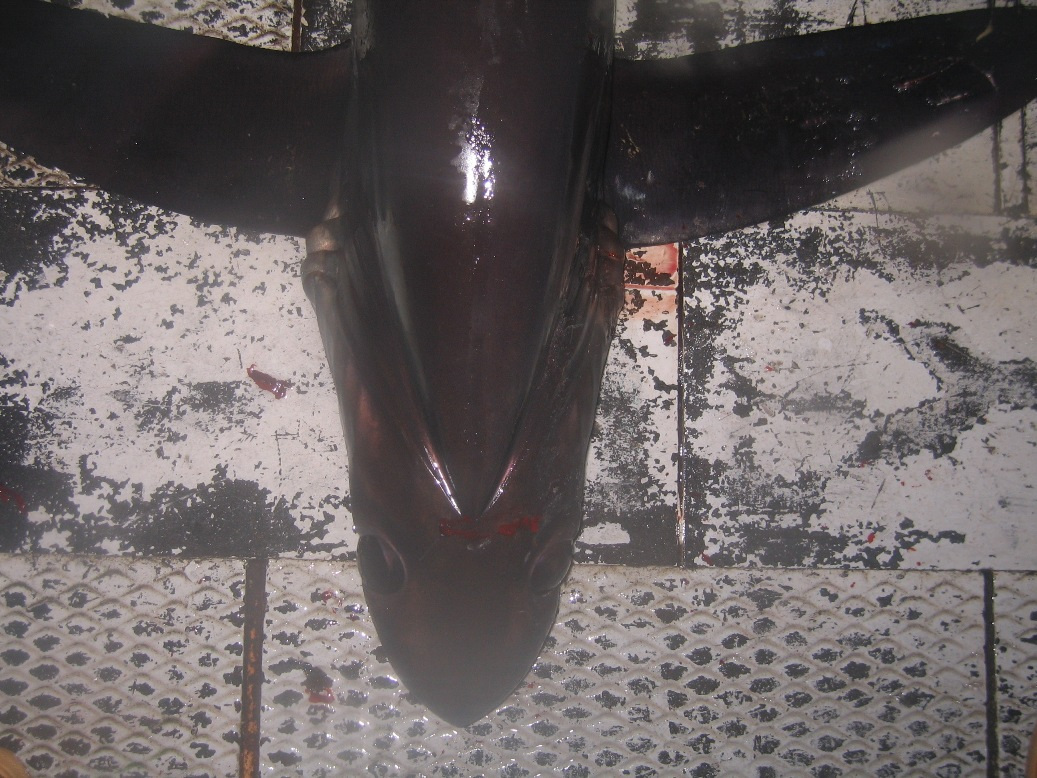
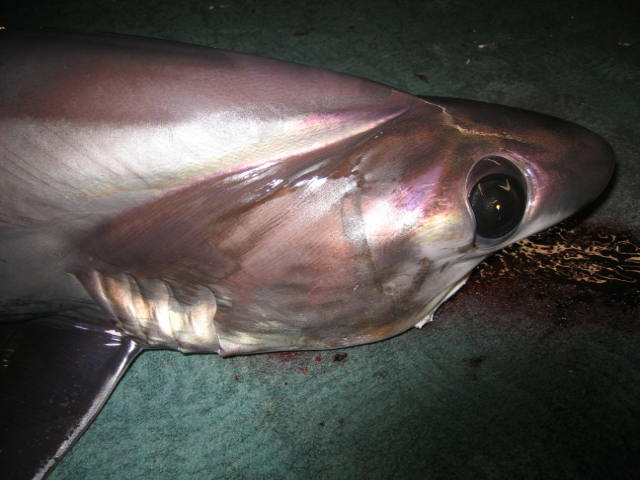
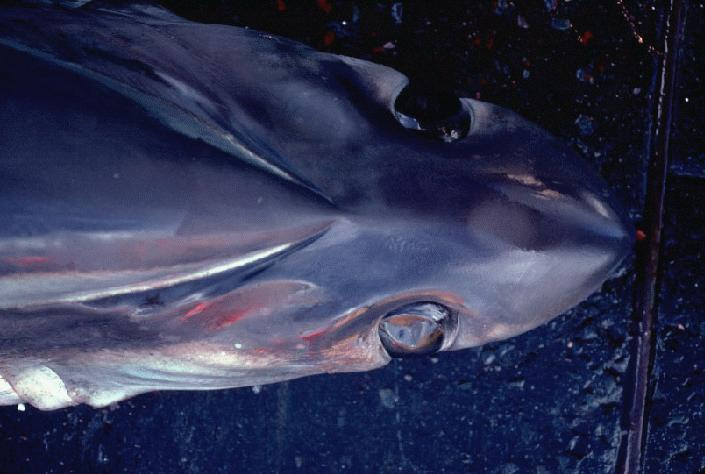
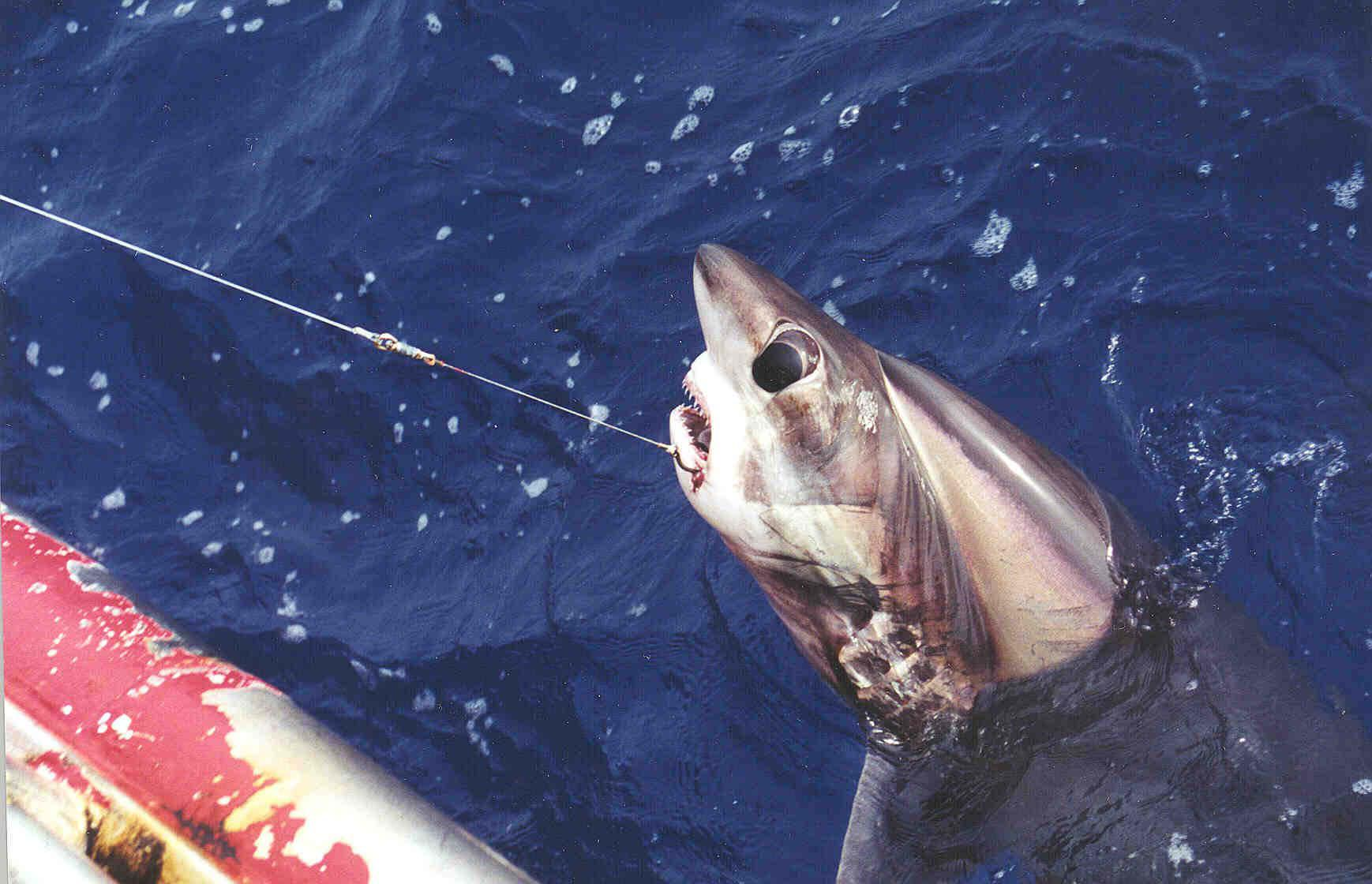